# Martin Čáslavka
Martin Čáslavka (* 25. dubna 1978) je český politik, člen Strany zelených. 

## Politické angažmá
Na podzim 2008 stál u zrodu vnitrostranické iniciativy Výzva předsednictvu Strany zelených, jejímiž hlavními požadavky bylo navrátit politiku strany k původnímu programu a dodržování stranických pravidel, jejichž porušování údajně ztělesňoval tehdejší předseda Martin Bursík. Podílel se na ustavení vnitrostranická frakce Demokratická výzva dne 31. ledna 2009, v jejímž čele stál společně s Danou Kuchtovou. Pro tuto činnost byl společně s Kuchtovou ze strany 8. března 2009 vyloučen.
Přestože předseda zelených Ondřej Liška návrat Čáslavky a Kuchtové zpět do strany odmítal, Čáslavka se nadále ve straně angažoval například jako volební manažer společné komunální kandidátky zelených, KDU-ČSL a nezávislých kandidátů Žižkov (nejen) sobě, která v říjnu 2010 dosáhla 20,35 % hlasů a získala 8 mandátů v zastupitelstvu Městské části Praha 3.
Od konce roku 2010 spolupracoval s primátorem Janem Korytářem jako jeho tajemník a jako tiskový mluvčí liberecké radnice, v rámci přešetřování veřejných zakázek zároveň obsadil post člena představenstva Teplárny Liberec, po skandálech ohledně výše svého platu byl donucen v dubnu 2011 odejít. Čáslavka také dále spolupracoval s koalicí Žižkov (nejen) sobě, která byla od června 2012 do konce volebního období ve vedení městské části Praha 3. Pracoval zde na projektu přeměny akciového holdingu městské části jako člen představenstva Správy majetkového portfolia Prahy 3, byl také členem redakční rady Radničních novin.
V létě 2012 bylo odvolacím orgánem Strany zelených vyloučení Martina Čáslavky a Dany Kuchtové zrušeno a jejich členství bylo obnoveno.
V listopadu 2013 byl zvolen členem Finanční kontrolní komise Strany zelených.
V roce 2015 se stal členem představenstva firmy Pražské Služby, a.s.

## Další aktivity
Čáslavka je členem Strany zelených od roku 2008 a zakládajícím členem iniciativy Veřejnost proti korupci. Je autorem fundraisingového projektu Prohaiti.cz, díky kterému byly shromážděny finanční prostředky na humanitární a rozvojovou pomoc pro Haiti postižené katastrofálním zemětřesením v lednu 2010.
Je svobodný, má dvě děti, syna a dceru.